# Udea liopis
Udea liopis is een vlinder uit de familie van de grasmotten (Crambidae), uit de onderfamilie van de Spilomelinae. De wetenschappelijke naam van deze soort is voor het eerst voorgesteld als Phlyctaenia liopis door Edward Meyrick in een publicatie uit 1899.

## Verspreiding
De soort komt voor in Hawaï.

## Ondersoorten
- Udea liopis liopis (Meyrick, 1899)
- Udea liopis rhodias (Meyrick, 1899)